# Leucandra tuba
Leucandra tuba är en svampdjursart som beskrevs av Hozawa 1918. Leucandra tuba ingår i släktet Leucandra och familjen Grantiidae.
Artens utbredningsområde är havet kring Japan. Inga underarter finns listade i Catalogue of Life.